# Punta Morrell
Punta Morrell är en udde i Spanien.   Den ligger i provinsen Província de Barcelona och regionen Katalonien, i den östra delen av landet, 500 km öster om huvudstaden Madrid.
Terrängen inåt land är kuperad åt nordväst, men söderut är den platt. Havet är nära Punta Morrell åt sydost.  Närmaste större samhälle är Mataró, 4,7 km väster om Punta Morrell. 